# Agelasta rufoantennata
Agelasta rufoantennata là một loài bọ cánh cứng trong họ Cerambycidae.